# Kevlar

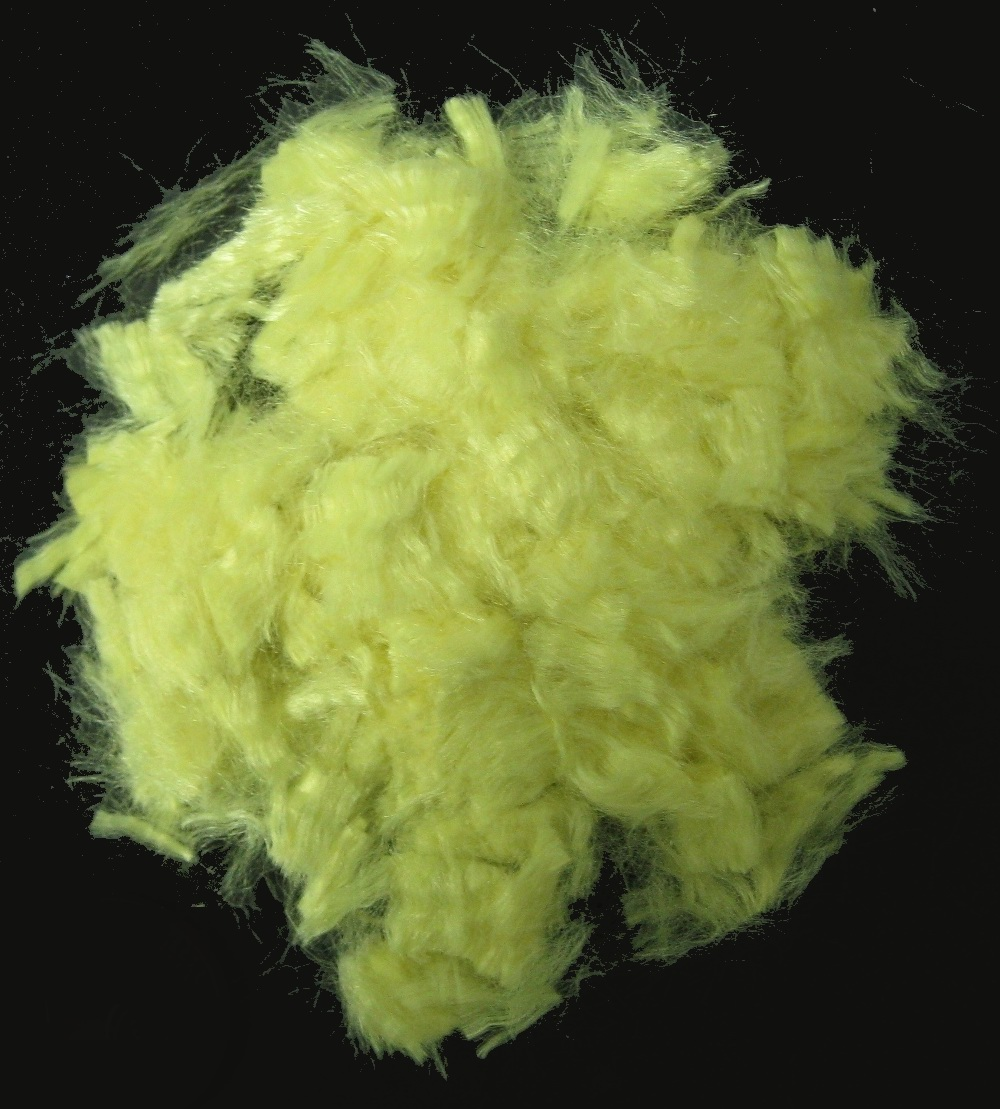
Fibră de aramid

Kevlarul a fost inventat în 1965 de către compania DuPont (SUA), și introdus pe piață în 1970. Kevlar-ul este o amidă cu proprietăți mecanice deosebite, fiind de 5 ori mai rezistentă decât oțelul, considerat la o greutate egală. Pentru aceste considerente, Kevlar-ul a fost prima fibră polimerică organică adecvată utilizării în compozite avansate, fiind totodată una dintre cele mai importante fibre sintetice dezvoltate până în prezent.  Kevlar-ul este un polimer înalt cristalin care, datorită formei de baghetă a moleculelor de para-aramid și a procesului de obținere prin filarea precursorului, produc anizotropia fibrelor, asemănător fibrelor de carbon.

## Caracteristici generale
- Greutate redusă
- Alungire mică la rupere
- Rezistență la întindere și modul de elasticitate mare
- Rezistență chimică mare
- Conductivitate electrică mică
- Rezistență la foc, auto-stingere
- Tenacitate înaltă

## Tipuri
Astăzi se produc trei tipuri de fibre Kevlar cu proprietăți diferite:
- Kevlar 29 (balistic)
- Kevlar 49 (structural)
- Kevlar 149 (modul de elasticitate mare)

Rezistența și modulul de elasticitate ale Kevlar-ului 29 sunt comparabile cu cele ale sticlei, în timp ce densitatea este de aproape jumătate din cea a sticlei.